# Нефтянка (река)
Нефтянка (чечен. Хьач-хи) — река в России, протекает в Чеченской Республике. Левый приток Сунжи.

## География
Река Нефтянка отделяется от Алханчуртского канала западнее станицы Первомайская. Течёт на восток по широкой долине, окружённой с боков невысокими горами. Вдоль течения реки расположены нефтяные месторождения. Устье реки находится северо-восточнее Грозного в 46 км по левому берегу реки Сунжа. Длина реки составляет 29 км.
Воды реки загрязнены нефтепродуктами.

## Данные водного реестра
По данным государственного водного реестра России относится к Западно-Каспийскому бассейновому округу, водохозяйственный участок реки — Терек от границы РФ с Грузией до впадения реки Урсдон, без реки Ардон, речной подбассейн реки — «подбассейн отсутствует». Речной бассейн реки — «реки бассейна Каспийского моря, междуречья Терека и Волги».
Код объекта в государственном водном реестре — 07020000212108200003084.